# 奧里霍韋 (舊別利斯克區)
49°14′25″N 39°10′45″E / 49.24028°N 39.17917°E
奧里霍韋（烏克蘭語：Оріхове）是位於烏克蘭東部的村莊，由盧甘斯克州舊比利斯克區的奇米里夫卡市鎮負責管轄。該村始建於1967年，面積0.61平方公里，海拔高度172米，2001年人口239，人口密度每平方公里393.7人。
根据2001年的人口普查 人口的97％ 母语是乌克兰语
人口的3％ - 母语俄语.